# Breuil-sur-Vesle
Pour les articles homonymes, voir Breuil. Pour l'autre commune de la Marne, voir Le Breuil (Marne).
Breuil-sur-Vesle, précédemment nommée Breuil jusqu'en novembre 2018, est une commune française, située dans le département de la Marne en région Grand Est.

## Géographie

### Localisation
Breuil-sur-Vesle se trouve au nord-ouest du département de la Marne, en région Grand Est. Elle appartient à la région agricole du Tardenois.
La commune s'étend sur une superficie de 646 hectares. Sur son territoire, l'altitude varie de 63 à 172 mètres. L'altitude s'élève progressivement depuis la Vesle, qui marque la limite nord du territoire communal, vers le sud.
Par la route, Breuil-sur-Vesle se situe à 70 km de Châlons-en-Champagne, préfecture du département, à 23 km de Reims, sous-préfecture, et à 8 km de Fismes, bureau centralisateur du canton de Fismes-Montagne de Reims dont dépend Breuil-sur-Vesle depuis 2015. La commune fait en outre partie du bassin de vie de Fismes.
Breuil-sur-Vesle est limitrophe de 8 communes :
| Courlandon | Romain           | Montigny-sur-Vesle |
| Magneux    | Breuil-sur-Vesle | Jonchery-sur-Vesle |
| Unchair    | Hourges          | Vandeuil           |

### Hydrographie

#### Réseau hydrographique
La commune est dans la région hydrographique « la Seine du confluent de l'Oise (inclus) à l'embouchure » au sein du bassin Seine-Normandie. Elle est drainée par la Vesle, le cours d'eau 01 du Clos, le cours d'eau 01 du Pré de Wassieux et le ruisseau de la Caurette,.
La Vesle, d'une longueur de 139 km, prend sa source dans la commune de Somme-Vesle et se jette  dans l'Aisne à Ciry-Salsogne, après avoir traversé 52 communes. 
Trois plans d'eau complètent le réseau hydrographique : la gravière 1 de la commune de Breuil (2,5 ha), la gravière 2 de la commune de Breuil (1,8 ha) et la sablière de la commune de Breuil (3,3 ha),.

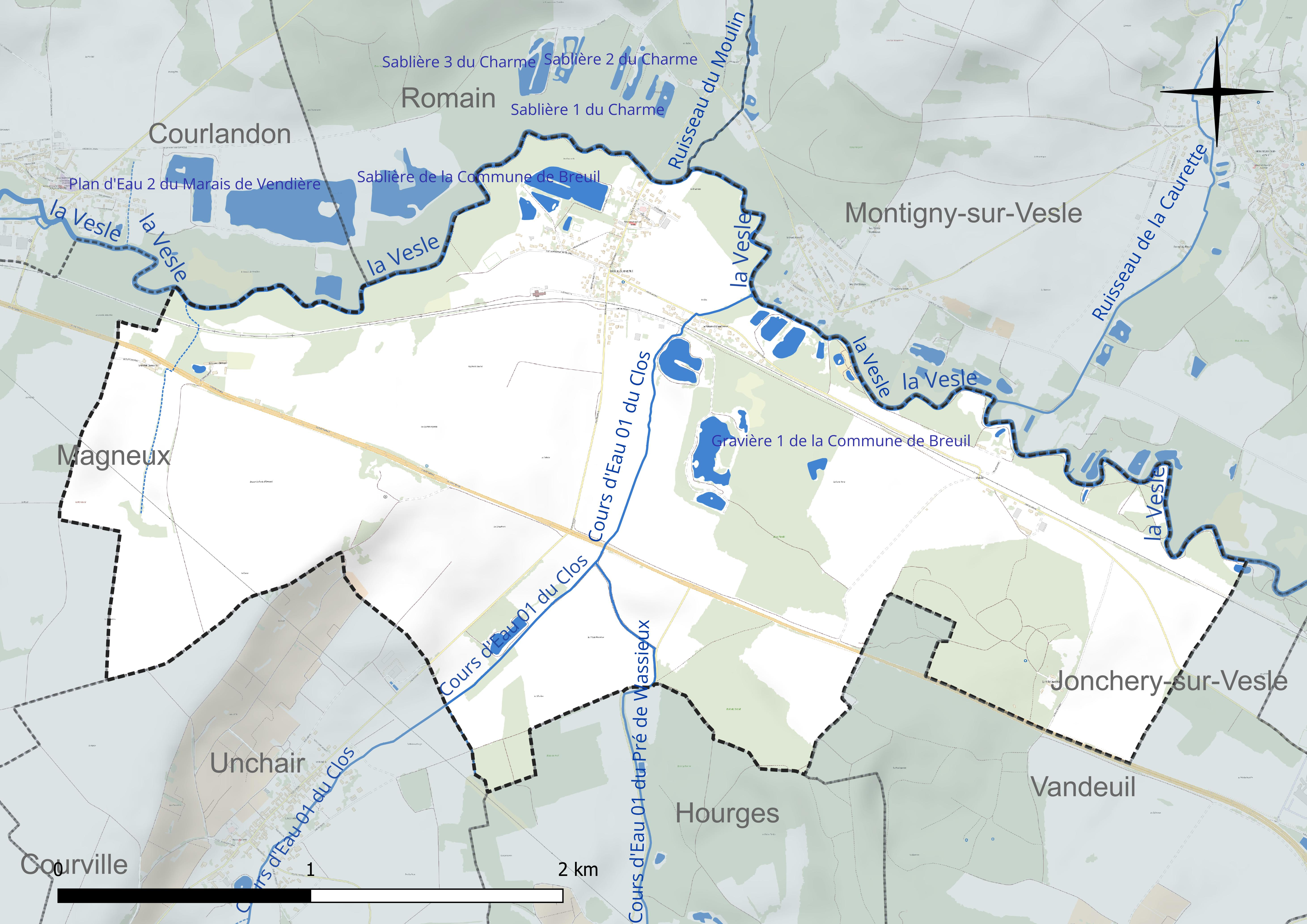
Réseau hydrographique de Breuil-sur-Vesle.

#### Gestion et qualité des eaux
Le territoire communal est couvert par le schéma d'aménagement et de gestion des eaux (SAGE) « Aisne Vesle Suippe ». Ce document de planification, dont le territoire s’étend sur 3 096 km2 répartis sur trois départements (Aisne, Marne et Ardennes) et deux régions (Champagne-Ardenne et Picardie), a été approuvé le 16 décembre 2013. La structure porteuse de l'élaboration et de la mise en œuvre est le Syndicat d’aménagement des bassins Aisne Vesle Suippe (SIABAVES). 
La qualité des cours d’eau peut être consultée sur un site dédié géré par les agences de l’eau et l’Agence française pour la biodiversité. 

### Climat
Pour des articles plus généraux, voir Climat du Grand Est et Climat de la Marne.
En 2010, le climat de la commune est de type climat océanique dégradé des plaines du Centre et du Nord, selon une étude du Centre national de la recherche scientifique s'appuyant sur une série de données couvrant la période 1971-2000. En 2020, Météo-France publie une typologie des climats de la France métropolitaine dans laquelle la commune est exposée à un climat océanique altéré et est dans la région climatique  Nord-est du bassin Parisien, caractérisée par un ensoleillement médiocre, une pluviométrie moyenne régulièrement répartie au cours de l’année et un hiver froid (3 °C). 
Pour la période 1971-2000, la température annuelle moyenne est de 10,4 °C, avec une amplitude thermique annuelle de 15,2 °C. Le cumul annuel moyen de précipitations est de 687 mm, avec 11,9 jours de précipitations en janvier et 8,6 jours en juillet. Pour la période 1991-2020, la température moyenne annuelle observée sur la station météorologique de Météo-France la plus proche, « Chambrecy-Civc », sur la commune de Chambrecy à 15 km à vol d'oiseau, est de 10,7 °C et le cumul annuel moyen de précipitations est de 734,0 mm. 
La température maximale relevée sur cette station est de 40,3 °C, atteinte le 25 juillet 2019 ; la température minimale est de −22,1 °C, atteinte le 17 janvier 1985,,. 
Les paramètres climatiques de la commune ont été estimés pour le milieu du siècle (2041-2070) selon différents scénarios d'émission de gaz à effet de serre à partir des nouvelles projections climatiques de référence DRIAS-2020. Ils sont consultables sur un site dédié publié par Météo-France en novembre 2022.

## Urbanisme

### Typologie
Au 1er janvier 2024, Breuil-sur-Vesle est catégorisée commune rurale à habitat dispersé, selon la nouvelle grille communale de densité à sept niveaux définie par l'Insee en 2022.
Elle est située hors unité urbaine. Par ailleurs la commune fait partie de l'aire d'attraction de Reims, dont elle est une commune de la couronne,. Cette aire, qui regroupe 294 communes, est catégorisée dans les aires de 200 000 à moins de 700 000 habitants,.

### Occupation des sols
L'occupation des sols de la commune, telle qu'elle ressort de la base de données européenne d’occupation biophysique des sols Corine Land Cover (CLC), est marquée par l'importance des territoires agricoles (69,6 % en 2018), en augmentation par rapport à 1990 (67,1 %). La répartition détaillée en 2018 est la suivante : 
terres arables (59,8 %), forêts (24,6 %), zones agricoles hétérogènes (9,7 %), milieux à végétation arbustive et/ou herbacée (3,9 %), zones humides intérieures (2 %), cultures permanentes (0,2 %). L'évolution de l’occupation des sols de la commune et de ses infrastructures peut être observée sur les différentes représentations cartographiques du territoire : la carte de Cassini (XVIIIe siècle), la carte d'état-major (1820-1866) et les cartes ou photos aériennes de l'IGN pour la période actuelle (1950 à aujourd'hui).

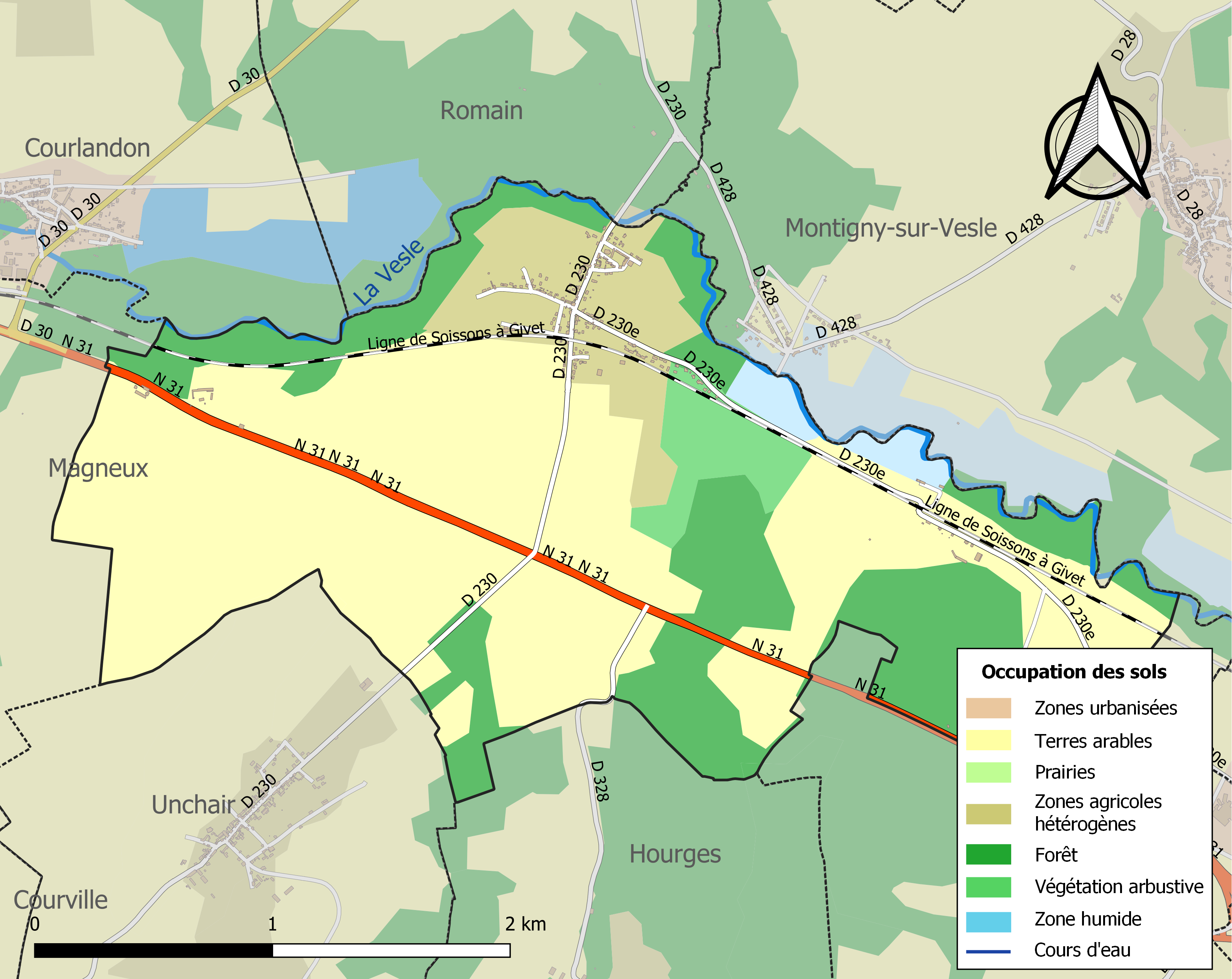
Carte des infrastructures et de l'occupation des sols de la commune en 2018 (CLC).

### Hameaux
En plus du village, la commune compte cinq hameaux : la Ferme Voisin, la Ville aux Bois, la Pâture des Ventaux, le Grand Ormont et le Petit Ormont.

### Voies de communication et transports
Breuil est desservie par la gare de Breuil - Romain.

## Toponymie
Le nom de la localité est attesté sous les formes Broilum (849-857) ; Broil super Vitulam (1153) ; Matrix ecclesia de Brool (1154) ; Brolium (1156) ; Broil (1154-1159) ; Brullum (1174) ; Brul (1178) ; Broelium (1180) ; Brolium super Vitulam (1233) ; Bruiel (1265) ; Bruoil-sur-Veelle (vers 1274) ; Brueil-seur-Veelle (1300) ; Bruel (1304) ; Bruel-sor-Veelle (1307) ; Breuil-sur-Veelle (1392) ; Le Brueil (1523).

De l’ancien français breuil, dérivé du gaulois brogilos, désignant un « petit bois » ou un « petit bois entouré d’une haie », devenu brodilium, broilium sous l'influence romaine.
La commune est renommée Breuil-sur-Vesle en 2018.
La Vesle est une rivière, affluent de rive gauche de l'Aisne. Elle traverse principalement le département de la Marne où elle prend naissance, mais termine son cours dans celui de l'Aisne.

## Histoire

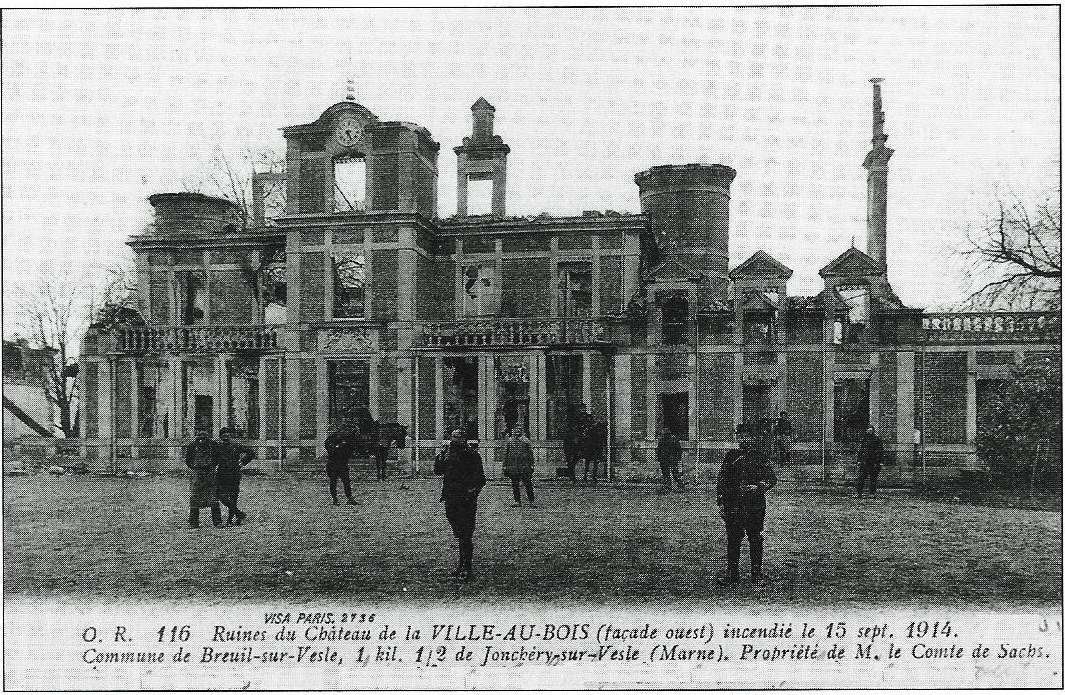
Le château de la Ville-aux-Bois, incendié pendant la Première Guerre mondiale.

En 1248, une abbaye de chanoinesse est fondée à Ormont, aujourd'hui sur le territoire de Breuil. Ce couvent a appartenu pendant un temps à la commanderie de Reims. L'abbaye fut transférée à Meaux en 1648.

## Politique et administration

### Rattachement cantonal
La commune est comprise depuis sa création dans le canton de Fismes, au sein du district puis de l'arrondissement de Reims. Dans le cadre du redécoupage cantonal de 2014 en France, la commune fait désormais partie du  canton de Fismes-Montagne de Reims

### Intercommunalité
Originellement la commune faisait partie de la communauté de communes Ardre et Vesle.
Conformément au schéma départemental de coopération intercommunale de la Marne du 15 décembre 2011, les anciennes communautés de communes CC des Deux Vallées du Canton de Fismes (9 communes) et  CC Ardre et Vesle (11 communes) ont fusionné par arrêté préfectoral du 23 mai 2013, afin de former  à compter du 1er janvier 2014 la nouvelle communauté de communes Fismes Ardre et Vesle.
Depuis le 1er janvier 2017, la commune est membre de la Communauté Urbaine du Grand Reims.
La CU du Grand Reims rassemble 143 communes.

### Liste des maires
| Période                                  | Période                   | Identité           | Étiquette | Qualité                        |
| ---------------------------------------- | ------------------------- | ------------------ | --------- | ------------------------------ |
| Les données manquantes sont à compléter. |                           |                    |           |                                |
| avant 1874                               | après 1876                | de Sachs           |           |                                |
|                                          | 1880                      | Bergeot            |           |                                |
|                                          |                           | M. Simonet         |           |                                |
| 1933                                     | 1983                      | Raymond Wargnier   |           |                                |
| 1983                                     | 1983                      | Jean Claude Frouet |           |                                |
| 1983                                     | 1989                      | Jacques Dacosta    |           |                                |
| 1989                                     | 2008                      | Michel Tanneur     |           |                                |
| mars 2008                                | En cours (au 25 mai 2020) | Bertrand Boilly    |           | Réélu pour le mandat 2020-2026 |

## Population et société

### Démographie
L'évolution du nombre d'habitants est connue à travers les recensements de la population effectués dans la commune depuis 1793. Pour les communes de moins de 10 000 habitants, une enquête de recensement portant sur toute la population est réalisée tous les cinq ans, les populations de référence des années intermédiaires étant quant à elles estimées par interpolation ou extrapolation. Pour la commune, le premier recensement exhaustif entrant dans le cadre du nouveau dispositif a été réalisé en 2008.

En 2022, la commune comptait 326 habitants, en évolution de −5,78 % par rapport à 2016 (Marne : −1,19 %, France hors Mayotte : +2,11 %).
| 1793 | 1800 | 1806 | 1821 | 1831 | 1836 | 1841 | 1846 | 1851 |
| ---- | ---- | ---- | ---- | ---- | ---- | ---- | ---- | ---- |
| 75   | 120  | 180  | 122  | 118  | 178  | 162  | 172  | 187  |

| 1856 | 1861 | 1866 | 1872 | 1876 | 1881 | 1886 | 1891 | 1896 |
| ---- | ---- | ---- | ---- | ---- | ---- | ---- | ---- | ---- |
| 139  | 140  | 142  | 156  | 162  | 147  | 147  | 135  | 168  |

| 1901 | 1906 | 1911 | 1921 | 1926 | 1931 | 1936 | 1946 | 1954 |
| ---- | ---- | ---- | ---- | ---- | ---- | ---- | ---- | ---- |
| 128  | 141  | 142  | 130  | 274  | 261  | 177  | 170  | 220  |

| 1962 | 1968 | 1975 | 1982 | 1990 | 1999 | 2006 | 2008 | 2013 |
| ---- | ---- | ---- | ---- | ---- | ---- | ---- | ---- | ---- |
| 220  | 245  | 164  | 152  | 182  | 230  | 284  | 299  | 350  |

| 2018 | 2022 | - | - | - | - | - | - | - |
| ---- | ---- | - | - | - | - | - | - | - |
| 338  | 326  | - | - | - | - | - | - | - |

### Enseignement
Les enfants de la commune sont accueillis dans les écoles maternelles et primaires de Courlandon.

## Économie
Dans les années 1920, deux briqueteries sont construites sur le territoire de la commune. Elles ferment dans les années 1970. Aujourd'hui l'une est à l'abandon tandis que l'autre sert de hangar.

## Culture locale et patrimoine

### Lieux et monuments

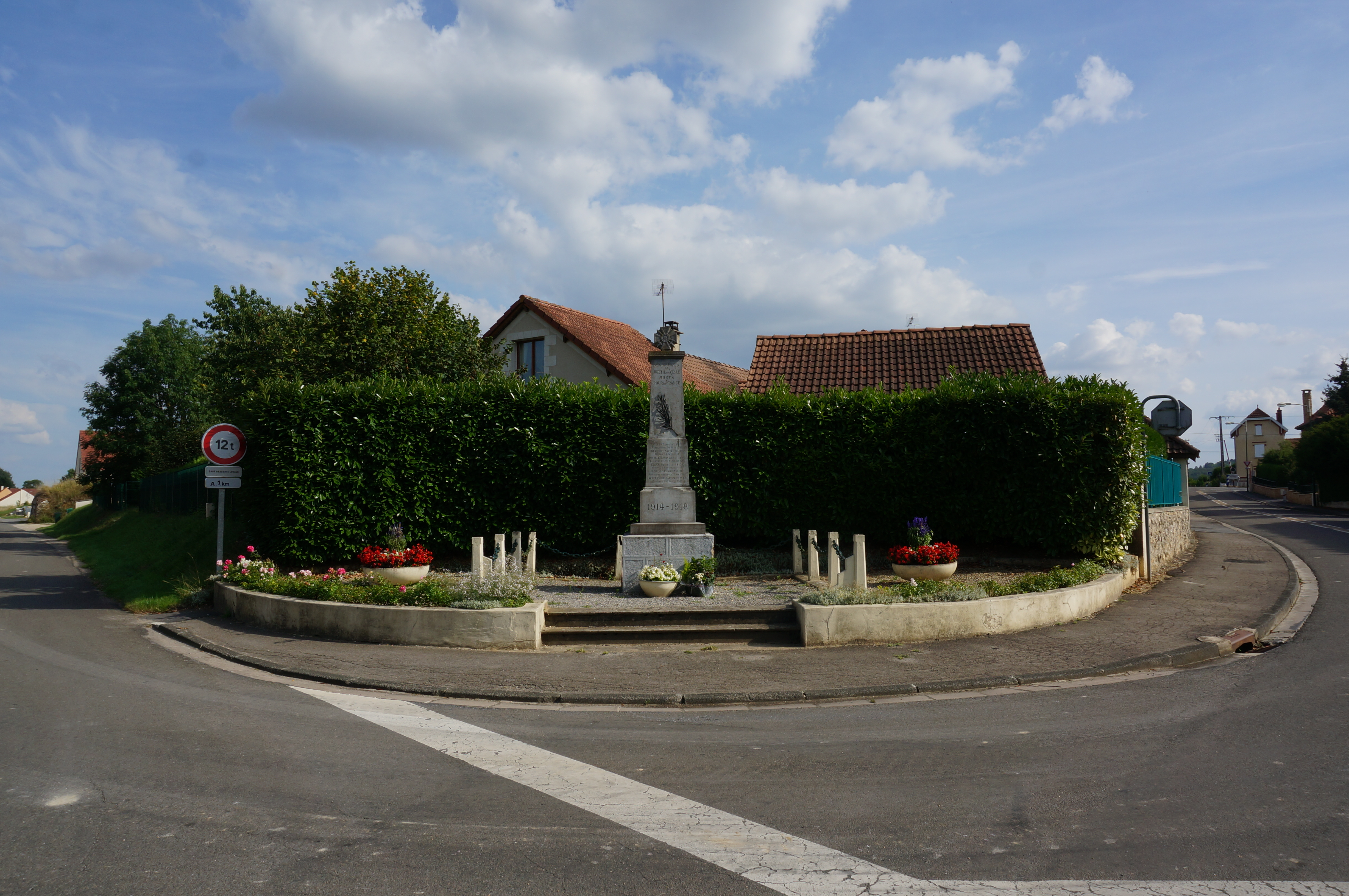
Carrefour, monument aux morts et ancienne gare.

- L'église Notre-Dame date du XIIe siècle. Elle est classée monument historique par un arrêté du 1er mai 1923[39]. Elle est rattachée à la paroisse « Rives de Vesle », au sein du diocèse de Reims[40].
- L'ancien château de la Ville-aux-Bois, sur le territoire de la commune, appartenait du baron de Sachs[41]. Il a été incendié pendant la Première Guerre mondiale.
- Un circuit de randonnée, appelé « les Boulémonts », passe par Breuil et les villages alentour[42].

### Héraldique
| Blason de Breuil-sur-Vesle | Blason  | De sinople à la fasce de gueules maçonnée de sable côtoyée de deux doubles burelles potencées contre-potencées d'or, accompagnée de trois roses d'argent rangées en chef et d'une champagne ondée du même. |
| Blason de Breuil-sur-Vesle | Détails | Le statut officiel du blason reste à déterminer. |

### Personnalités liées à la commune
- Ferdinand Georges Baron de Sachs, ancien maire de la commune, y est mort dans son château le 22 mars 1890[41].